# 諾埃爾·米拉勞·奧丁加爾
諾埃爾·米拉勞·奧丁加爾（英語：Noël Milarew Odingar，1932年－2007年5月4日）是查德軍官，曾經短暫擔任過查德國家元首。後來他成為領導查德的最高軍事委員會9名成員之一，並且在1975年至1978年期間由軍事執政團接掌之。

## 外部連結
- Conflict in Chad（页面存档备份，存于） at Global Security（页面存档备份，存于）